# 格伦·阿什比
格伦·阿什比（英語：Glenn Ashby，1977年9月1日—），澳大利亚男子帆船运动员。他曾代表澳大利亚参加2008年夏季奥林匹克运动会帆船比赛，联同达伦·邦多克获得一枚银牌。